# Cova de Ses Arnaules - Es Canet
La cova de ses Arnaules - Es Canet és una cova artificial prehistòrica al lloc anomenat es Canet, a la possessió de ses Arnaules, al municipi de Llucmajor, Mallorca. El sostre s'enfonsà i actualment està coberta de terra.